# Endre Strømsheim
Endre Strømsheim (5 settembre 1997) è un biatleta norvegese.

## Biografia
Endre Strømsheim, attivo dalla stagione 2016-2017, ha vinto la medaglia d'argento nella staffetta ai Mondiali juniores di Otepää 2018, ha esordito in Coppa del Mondo il 22 marzo 2019 a Oslo Holmenkollen in sprint (82º) e ai Campionati mondiali a Oberhof 2023, dove si è classificato 22º nella sprint, 13º nell'inseguimento, 15º nella partenza in linea e 15º nell'individuale; il 5 marzo dello stesso anno ha ottenuto il primo podio in Coppa del Mondo, a Nové Město na Moravě in staffetta mista (3º) e l'11 marzo la prima vittoria, nella staffetta disputata a Östersund. Ai Mondiali di Nové Město na Moravě 2024 si è piazzato 20º nella sprint, 8º nell'inseguimento e 21º nell'individuale e a quelli di Lenzerheide 2025 ha vinto la medaglia d'oro nella partenza in linea e nella staffetta ed è stato 7º nella sprint, 8º nell'inseguimento e 9º nell'individuale; non ha preso parte a rassegne olimpiche.

## Palmarès

### Mondiali
- 2 medaglie:
  - 2 ori (partenza in linea, staffetta a Lenzerheide 2025)

### Mondiali juniores
- 1 medaglia:
  - 1 argento (staffetta a Otepää 2018)

### Coppa del Mondo
- Miglior piazzamento in classifica generale: 7º nel 2024
- 10 podi (5 individuali, 5 a squadre):
  - 5 vittorie (2 individuali, 3 a squadre)
  - 2 secondi posti (1 individuale, 1 a squadre)
  - 3 terzi posti (2 individuali, 1 a squadre)

#### Coppa del Mondo - vittorie
| Data             | Località    | Nazione   | Specialità                                                            |
| ---------------- | ----------- | --------- | --------------------------------------------------------------------- |
| 11 marzo 2023    | Östersund   | Svezia    | RL (con Vebjørn Sørum, Johannes Dale e Vetle Sjåstad Christiansen)    |
| 30 novembre 2023 | Östersund   | Svezia    | RL (con Tarjei Bø, Johannes Thingnes Bø e Vetle Sjåstad Christiansen) |
| 6 gennaio 2024   | Oberhof     | Germania  | PU                                                                    |
| 7 gennaio 2024   | Oberhof     | Germania  | RL (con Sturla Holm Lægreid, Tarjei Bø e Johannes Thingnes Bø)        |
| 3 dicembre 2024  | Kontiolahti | Finlandia | IN                                                                    |

Legenda:

IN = individuale

PU = inseguimento

RL = staffetta